# Confederazione nazionale dell'artigianato e della piccola e media impresa
La CNA Artigiani e Imprenditori d'Italia, precedentemente Confederazione Nazionale dell'Artigianato e della Piccola e Media impresa, abbreviata in CNA, è una delle organizzazioni italiane di rappresentanza delle imprese dell'artigianato e della piccola e media impresa, fondata il 9 dicembre 1946 dall'unione di alcune associazioni di categoria a livello comunale, provinciale e regionale nate subito dopo la fine della seconda guerra mondiale, a cominciare dalla più antica, quella di Livorno, fondata il 18 novembre 1944,, che volevano darsi una dimensione nazionale. La sede centrale è a Roma ed è una delle associazioni che fanno parte del CNEL.
La CNA è stata la prima organizzazione dell'artigianato a sottoscrivere accordi con i sindacati dei lavoratori nel 1946.
Dal 30 ottobre 2006 insieme a Casartigiani, Confartigianato, Confcommercio e Confesercenti, con il cosiddetto "Patto del Capranica", costituisce il nucleo di organizzazioni che sfocerà nella costituzione di R.ETE. Imprese Italia, nata ufficialmente il 10 maggio 2010, esperienza che si è conclusa il 31 dicembre 2020.
Il presidente nazionale in carica è Dario Costantini, eletto durante l'assemblea elettiva del 10 e 11 dicembre 2021; il Segretario Generale è Otello Gregorini.

## Organizzazione
La CNA è un'associazione volontaria e senza scopi di lucro con sistema confederale di rappresentanza, articolato su tre livelli territoriali. Il livello di unità territoriale di base in genere è quello provinciale, organizzato con sedi comunali e zonali. In tutte le regioni esiste un coordinamento delle varie province, infine la CNA Nazionale è il livello di rappresentanza più alto.

### Rappresentanza
Oltre all'articolazione territoriale il sistema confederale di CNA è suddiviso in organi di rappresentanza, distinti per macro aggregazioni chiamate Unioni, che raggruppano alcune tipologia di mestiere, sono 45 i mestieri riconosciuti dalla Direzione Nazionale:
- CNA Agro-Alimentare;
- CNA Artistico e Tradizionale;
- CNA Benessere e Sanità;
- CNA Comunicazione e Terziario Avanzato;
- CNA Costruzioni;
- CNA Federmoda;
- CNA Fita (Imprese di Trasporto);
- CNA Installazione e Impianti;
- CNA Produzione;
- CNA Servizi alla Comunità.

Esistono inoltre altre due articolazioni:
- CNA Professioni - rappresenta le associazioni di professionisti affiliate a CNA che non fanno riferimento a ordini professionali;
- CNA Pensionati - tutela gli interessi dei pensionati.

Infine sono individuati anche dei "gruppi d'interesse" che riguardano in modo trasversali le varie Unioni:
- Giovani imprenditori;
- Industria;
- Impresa donna;
- Turismo e Commercio;
- Cinema e Audiovisivo.

### Enti
La CNA opera con alcuni enti preposti a servizi specifici quali:
- Epasa Itaco, che è un patronato, istituito il 21 aprile 1971 con Decreto del Ministro del Lavoro;[5]
- Fondazione Ecipa, che è un ente di formazione professionale, costituito come Fondazione;[6]
- Caf CNA, che è un centro di assistenza fiscale per dipendenti e pensionati, iscritto all'Albo dei CAF con decreto del 31 marzo 1993 del Ministro delle finanze.[7]

### Società
CNA si è dotata di alcune società di supporto nei servizi alle imprese associate:
- CNA Immobiliare, nata nel 2009, si occupa di gestire e manutenere gli uffici locati alle Società e agli Enti Nazionali.[senza fonte]
- CNA GSN Gruppo Servizi Nazionale, nata nel 2010, eroga servizi per il sistema di enti e società della CNA Nazionale;[senza fonte]
- CNA Impresa sensibile, presentata al Giubileo del 2000 per aiutare le imprese nell'inserimento lavorativo dei disabili e svolge attività di promozione sociale.[senza fonte][8]

Inoltre CNA ha promosso e favorito l'avvio di due importanti società di sistema integrando esperienze territoriali: 
- CNA Interpreta, nata nel 1997, successivamente acquisita da Sixtema SpA, si occupa di interpretare le normative;[9][10]
- Sixtema SpA, nata nel 2008, con il nome di CNA Informatica, dall'unione delle principali strutture informatiche già operanti in CNA a livello regionale in Emilia-Romagna, nelle Marche e in Toscana, è stata acquisita da Tinexta SpA (ex Tecnoinvestimenti).[11][12]

## Sedi internazionali
La CNA ha proprie sedi di rappresentanza in Europa a Bruxelles, dal 1984, altri recapiti anche per il tramite del proprio patronato in Germania, in Svizzera, in Egitto a Il Cairo, negli Stati Uniti d'America, in Australia e in Canada.

## Cronologia dei Congressi e delle Assemblee nazionali
- I Congresso Nazionale CNA - Roma 5 - 10 dicembre 1946[13][14]
- II Congresso Nazionale CNA
- III Congresso Nazionale CNA
- IV Congresso Nazionale CNA
- I Convegno Nazionale Organizzativo - Roma 26 - 28 novembre 1954[15][16]
- V Congresso Nazionale CNA - Roma 11 - 13 novembre 1956[17][18]
- VI Congresso Nazionale CNA - Firenze 4 - 6 dicembre 1959[19][20]
- VII Congresso Nazionale CNA - Roma 24 - 27 febbraio 1963[21]
- I Assemblea Nazionale CNA - Firenze 17 novembre 1963[22]
- VIII Congresso Nazionale CNA - Roma 23 - 25 giugno 1967[23]
- IX Congresso Nazionale CNA - Napoli 4 - 7 novembre 1971[24][25]
- X Congresso Nazionale CNA - Roma 4 luglio 1974
- XI Congresso Nazionale CNA - Roma 6 - 10 luglio 1977
- XII Congresso Nazionale CNA - Roma 9 - 13 maggio 1981
- XIII Congresso Nazionale CNA - Roma 26 - 29 settembre 1985[26][27]
- XIV Congresso Nazionale CNA - Roma 30 marzo - 2 aprile 1989[28][29]
- XV Congresso Nazionale CNA - Roma 22 - 24 aprile 1994[30][31]
- Assemblea Nazionale Elettiva - Roma 11 - 12 luglio 1997[32][33]
- Assemblea Nazionale Elettiva - Roma 19 - 21 luglio 2001[34][35]
- Assemblea Nazionale Elettiva - Roma 10 - 12 novembre 2005
- Assemblea Nazionale Elettiva - Roma 22 - 24 ottobre 2009[36]
- Assemblea Nazionale Elettiva - Roma 12 - 14 dicembre 2013[37]
- Assemblea Nazionale Elettiva - Roma 27 - 28 ottobre 2017[38]
- Assemblea Nazionale Elettiva - Roma 10-11 dicembre 2021

## Cronologia dei Presidenti
| Presidente        | Mandato | Mandato  | Immagine | Note          |
| Presidente        | Inizio  | Fine     | Immagine | Note          |
| ----------------- | ------- | -------- | -------- | ------------- |
| Gino Varlecchi    | 1946    | 1956     |          | [ 14 ] [ 18 ] |
| Galliano Gervasi  | 1953    | 1959     |          |               |
| Oreste Gelmini    | 1959    | 1974     |          |               |
| Virgilio Fuzzi    | 1974    | 1977     |          | [ 39 ]        |
| Piero Cheli       | 1977    | 1980     |          | [ 40 ]        |
| Bruno Mariani     | 1980    | 1989     |          | [ 41 ]        |
| Filippo Minotti   | 1989    | 1997     |          | [ 42 ] [ 43 ] |
| Gonario Nieddu    | 1997    | 2001     |          | [ 33 ]        |
| Bruno Menini      | 2001    | 2002     |          | [ 35 ]        |
| Ivan Malavasi     | 2002    | 2013     |          | [ 44 ]        |
| Daniele Vaccarino | 2013    | 2021     |          | [ 45 ]        |
| Dario Costantini  | 2021    | In corso |          |               |